# Carl Lewald

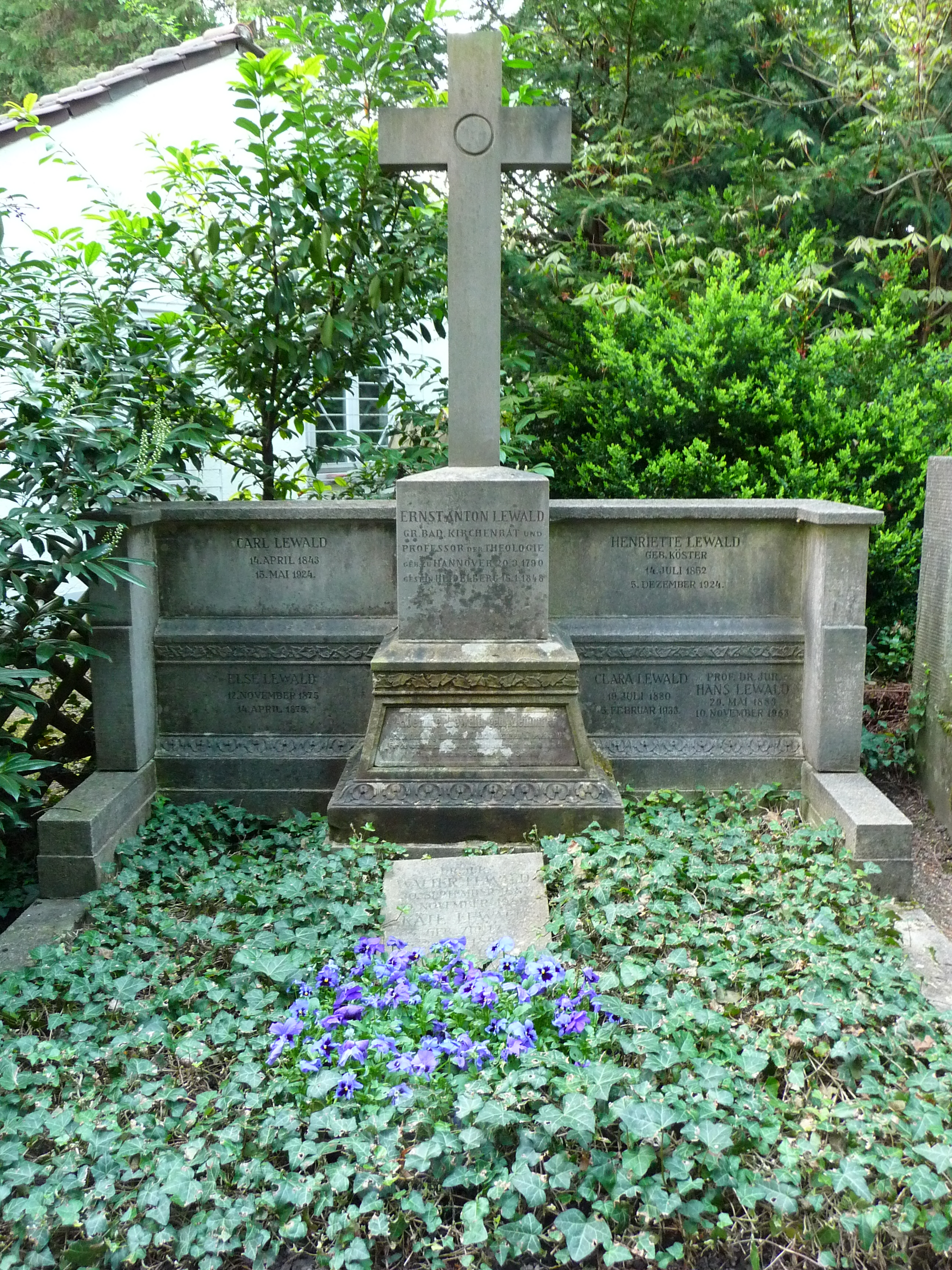
Familiengrab Lewald auf dem Bergfriedhof in Heidelberg

Carl Lewald, auch Karl Lewald (* 14. April 1843 in Heidelberg; † 15. Mai 1924) war ein deutscher Rechtsanwalt.

## Leben
Carl Lewald wurde als Sohn des evangelischen Theologieprofessors in Heidelberg Ernst Anton Lewald geboren, sein Bruder war der badische Jurist und Politiker Ferdinand Lewald.
Lewald studierte Rechtswissenschaften an der Ruprecht-Karls-Universität Heidelberg und wurde dort 1862 Mitglied des Corps Suevia Heidelberg. Nach der Promotion zum Dr. jur. wurde er Rechtsanwalt in Baden. Mit Begründung des Reichsgerichts am 1. Oktober 1879 bis zum  2. Februar 1910 war Lewald zur Rechtsanwaltschaft am Reichsgericht in Leipzig zugelassen.
Er war mit Henriette Köster (1854–1924) verheiratet. Sein Sohn, der Hochschullehrer Hans Lewald (1883–1963) emigrierte 1935 in die Schweiz. Sein Sohn Walter Lewald (1887–1986) war ebenfalls Rechtsanwalt.
Carl Lewald wurde im Familiengrab auf dem Bergfriedhof in Heidelberg beigesetzt. 

## Auszeichnungen
- Geheimer Justizrat